# Francisco José García Vidal
Francisco José García Vidal (Madrid, 1965) es catedrático de Física teórica de la materia condensada en la Universidad Autónoma de Madrid (UAM), donde dirige un grupo de investigación dedicado al estudio teórico de la Nanofotónica. Desde su fundación en el año 2012, ha sido director del Centro de Investigación en Física de la Materia Condensada de la UAM IFIMAC.

## Formación académica
Licenciado en Físicas en 1988 por la UAM. Obtiene el doctorado en 1992 con la tesis  Quimisorción de hidrógeno en superficies metálicas y semiconductoras bajo la dirección de los Dr. Fernando Flores Sintas y Álvaro Martín Rodero. Comienza su andadura como profesor titular interino en 1992 y dos años más tarde comienza el postdoctorado en el Imperial College London (Reino Unido) trabajando en el grupo teórico del Prof. Sir John Brian Pendry, físico teórico inglés, conocido por su investigación sobre los índices de refracción y la creación de la primera capa de invisibilidad práctica.

Como Profesor visitante en distintas universidades: Université Louis Pasteur, Strasbourg (Francia), University of California at Berkeley (EE.UU), CIC nanoGUNE en San Sebastián (España), Donostia International Physics Center, San Sebastián (España) y el City College of New York (New York, EE.UU) en el año 2020.

## Dirección de proyectos de investigación
Transporte electrónico e interacción con la luz en nanostructuras (2003/2005)
Spoof surface plasmon photonics (2004/2006)
Plasmo-Nano-Devices(2004/2007)
Fenómenos ópticos basados en modos superficiales y su aplicación en óptica atómica(2006/2008)
Plasmon Enhnaced Photonics(2006/2009)
Nanolight.es: Controlling light at the nanoscale (2008/2012)
Fenómenos físicos basados en modos superficiales (2009/2011)
Fenómenos cuánticos y no-lineales en Plasmónica (2012/2014)
PLASMONANOQUANTA (2012/2017)
Fenómenos cuánticos en Plasmónica (2015/2018)
Towards Room Temperature Quantum Technologies (2018/2021)

Ha sido investigador principal en numerosos proyectos nacionales e internacionales, entre ellos una ERC Advanced Grant en el año 2012.

## Publicaciones
274 artículos publicados en revistas con evaluadores.

## Colaboración y consejo
- Es miembro del consejo editorial de la revista Physical Review Letters
- Miembro de la Optical Society of America.
- Miembro del consejo editorial de la revista New Journal of Physics

## Premios y distinciones
Premio Nacional de Investigación Blas Cabrera 2021 en el área de Ciencias Físicas, de los Materiales y de la Tierra.

Fue galardonado en el año 2020 con el Premio Rey Jaime I en su modalidad de Investigación Básica

Merecedor en dos ocasiones del Unidad de Excelencia María de Maeztu (2014 y 2018).

Highly Cited Researchers(Investigador más citado) en los años 2014, 2015, 2017, 2019 y 2020.

Nombrado como Outstanding Referee de la American Physical Society
(2021).